# Male, Odesa
Male (în ucraineană Мале) este un sat în Comuna Dacine din raionul Odesa, regiunea Odesa, Ucraina.

## Demografie
Componența lingvistică a localității Male
     Ucraineană (90,91%)
     Rusă (9,09%)
Conform recensământului din 2001, majoritatea populației localității Male era vorbitoare de ucraineană (90,91%), existând în minoritate și vorbitori de rusă (9,09%).